# Młody Indiana Jones: Wiek niewinności
Młody Indiana Jones: Wiek niewinności (ang. The Adventures of Young Indiana Jones: Tales of Innocence) – amerykański film przygodowy z 1999 roku w reżyserii Billego Augusta i Michaela Schultza będący szesnastą częścią Wielkiej Księgi Przygód Indiany Jonesa. Składa się z dwóch segmentów serialu Kroniki młodego Indiany Jonesa – „Northern Italy, June 1918” oraz „Morocco, 1917". Został wyprodukowany przez studia Lucasfilm i Paramount Pictures. Kontynuacją tego filmu jest obraz Młody Indiana Jones: Oblicza zła.

## Obsada
- Sean Patrick Flanery – Indiana Jones
- Clare Higgins – Edith Wharton
- Veronica Logan – Giulietta
- Jay Underwood – Ernest Hemingway
- Pernilla August – Mamma
- Martin McDougal – Joe
- Adam Serwer – Umberto
- Anna Lelio – Granny
- Renato Scarpa – Papa
- Carlo Zardini Lacadella – Sentry
- Lex van Delden – Voska
- Eduardo Cuomo – Luici
- Evan Richards – Lowell Thomas
- Bille Brown – Hinkel
- David Haig – Colonel Bonnet

## Fabuła
„W 16-tym Rozdziale Wielkiej Księgi Przygód Indiany Jonesa, Indy zaciąga się do francuskiej Legii Cudzoziemskiej i bierze udział w całym szeregu romantycznych, a często pechowych przygód. We Włoszech Indy zostaje wysłany z misją na tyły wroga, by uczestniczyć w niezwykle ważnym, tajnym porozumieniu, którego celem jest doprowadzenie do szybkiego zakończenia wojny. Przy tej okazji wdaje się w komiczną rywalizację o względy pięknej włoskiej dziewczyny z samym Ernestem Hemingwayem. Po odniesieniu ran w akcji, Indy zostaje przetransportowany do Północnej Afryki, gdzie wstępuje do Legii Cudzoziemskiej. Tu jego działania torpeduje zdrajca ukryty w szeregach armii. Starając się odkryć jego tożsamość, Indy musi stoczyć pojedynek z wrogimi członkami plemienia Berberów i przy okazji angażuje się w niewinny flirt z pisarką Edith Wharton.” .